# 아이노 쿠사비
아이노 쿠사비(間の楔, Ai no Kusabi)는 요시하라 리에코가 쓴 일본 소설이다. 원래 1986년 12월부터 1987년 10월까지 야오이 잡지 쇼세츠 주네에 연재된 이 이야기는 1990년 일본에서 발표된 양장 소설로 모아졌고, 결국 6권의 문고판으로 확장되어 발표되었다.
이 미래 이야기는 머리 색깔에 따라 다양한 사회적 역할이 할당된 사이보그 창조물인 엘리트들이 인간 대중을 지배하는 슈퍼 컴퓨터 목성이 통치하는 행성에서 진행된다. 수도 타나구라 출신의 고급 엘리트 '블론디' 이아손 밍크는 빈민가 출신의 '잡종' 리키를 만나 그를 '애완동물'로 삼는다. 이 결정은 애완 동물이 지위의 상징이고 잘 자랄 것으로 예상되는 타나구라에서 금기 사항으로 간주되었으며 자유를 빼앗긴 리키에게도 받아 들일 수 없었다. 리키는 이아손이 자신을 지키면서 직면하는 위험에 대해 알게 되면서 자신의 주인에 대한 감정이 커지는 것을 발견한다. 아이노 쿠사비는 이아손과 리키의 관계에 초점을 맞추는 동시에 카스트 제도와 사회적 배제 문제, 그리고 인공 지능이 인간 사회를 지배하는 의미를 탐구한다.
이 소설은 아니메 인터내셔널 컴퍼니(AIC)에 의해 부분적으로 2부작 오리지널 비디오 애니메이션(OVA)으로 각색되었으며, 첫 번째 에피소드는 1992년 8월, 두 번째 에피소드는 1994년 5월에 공개되었다. 1993년 11월에는 "Dark Erogenous"라는 제목의 오디오 드라마가 제작되었다. 원작 소설에서 아직 탐구되지 않은 시대에 초점을 맞춰 출시되었다. 역시 AIC에서 제작한 새로운 12부작 OVA 각색판은 2010년 봄에 일본에서 개봉을 시작할 예정이었으나 재정적인 이유로 취소되었다. 이 프로젝트는 다시 선택되어 2012년 1월 18일에 출시되었다. 그러나 시리즈는 4개의 에피소드 후에 다시 한번 중단되었다.
이 소설은 8권으로 구성된 시리즈로 출판된 디지털 망가 퍼블리싱에 의해 북미 지역에서 영어로 출판될 수 있도록 라이선스를 받았다.